# Eerste divisie 1994/95
Het seizoen 1994/95 van de Nederlandse Eerste divisie had Fortuna Sittard als kampioen. Fortuna promoveerde daarmee naar de Eredivisie. Via de nacompetitie wist ook De Graafschap te promoveren.
Dit seizoen trokken de 306 wedstrijden in totaal 799 duizend toeschouwers, 104 duizend meer dan in het voorgaande seizoen (1993/94). Ook werden er meer doelpunten gemaakt dan vorig seizoen: 983 tegen 903. Kampioen Fortuna Sittard was met 72 goals de meest scorende ploeg, tegen NEC vorig seizoen 69. FC Den Bosch incasseerde de meeste treffers: 90. Vorig jaar waren in die categorie RBC Roosendaal en TOP Oss de besten: 69.
Tegen de 830 gele kaarten van vorig seizoen stonden er nu 816. Den Bosch ontving het recordaantal van 64 waarschuwingen. Het aantal rode kaarten liep in vergelijking met vorig seizoen van 53 op tot 60. Dat was een absolute record, één meer dan in het seizoen 1991/92. Ook MVV kwam twee ronden voor het einde in de recordboeken, met de 62ste gele kaart. Het aantal van 59 van FC Den Haag (1991-1992) en Cambuur (1992-1993) werd ruimschoots verbeterd.

## Reguliere competitie

### Deelnemende teams
| Club               | Plaats           | Accommodatie        | Capaciteit | Trainer                             |
| ------------------ | ---------------- | ------------------- | ---------- | ----------------------------------- |
| AZ                 | Alkmaar          | Alkmaarderhout      | 8.914      | Theo Vonk                           |
| BV Veendam         | Veendam          | De Langeleegte      | 13.000     | Jan Schulting                       |
| Cambuur Leeuwarden | Leeuwarden       | Cambuurstadion      | 13.500     | Fritz Korbach Niels Overweg (a.i.)  |
| De Graafschap      | Doetinchem       | De Vijverberg       | 12.500     | Frans Körver                        |
| Eindhoven          | Eindhoven        | Jan Louwers Stadion | 4.500      | Rob Jacobs                          |
| Emmen              | Emmen            | Meerdijk            | 12.000     | Leen Looijen                        |
| Excelsior          | Rotterdam        | Woudestein          | 11.000     | Rob Baan                            |
| FC Den Bosch       | 's-Hertogenbosch | De Vliert           | 25.000     | Hans van der Pluijm                 |
| FC Den Haag        | Den Haag         | Zuiderparkstadion   | 11.000     | Lex Schoenmaker                     |
| FC Zwolle          | Zwolle           | Oosterenkstadion    | 15.000     | Ben Hendriks Piet Schrijvers        |
| Fortuna Sittard    | Sittard          | De Baandert         | 20.000     | Pim Verbeek                         |
| Helmond Sport      | Helmond          | De Braak            | 4.200      | Adrie Koster                        |
| Heracles '74       | Almelo           | Bornsestraat        | 8.000      | Azing Griever                       |
| HFC Haarlem        | Haarlem          | Jan Gijzenkade      | 2.250      | Henny Lee                           |
| RBC                | Roosendaal       | De Luiten           | 5.900      | Wim Koevermans                      |
| Telstar            | Velsen-IJmuiden  | Schoonenberg        | 18.000     | Simon Kistemaker                    |
| TOP Oss            | Oss              | TOP-stadion         | 2.500      | Hans Dorjee Doeke Hulshuizen (a.i.) |
| VVV                | Venlo            | De Koel             | 20.000     | Remy Reynierse                      |

### Eindstand
| pos | club               | gs | w  | g  | v  | pnt | dv | dt | ds  |
| --- | ------------------ | -- | -- | -- | -- | --- | -- | -- | --- |
| 1.  | Fortuna Sittard    | 34 | 23 | 5  | 6  | 51  | 72 | 27 | 45  |
| 2.  | De Graafschap      | 34 | 21 | 8  | 5  | 50  | 70 | 45 | 25  |
| 3.  | Excelsior          | 34 | 18 | 8  | 8  | 44  | 71 | 49 | 22  |
| 4.  | FC Den Haag        | 34 | 16 | 8  | 10 | 40  | 71 | 52 | 19  |
| 5.  | AZ                 | 34 | 16 | 7  | 11 | 39  | 59 | 40 | 19  |
| 6.  | SC Heracles '74    | 34 | 16 | 7  | 11 | 39  | 62 | 46 | 16  |
| 7.  | Cambuur Leeuwarden | 34 | 14 | 11 | 9  | 39  | 50 | 43 | 7   |
| 8.  | BV Veendam         | 34 | 16 | 6  | 12 | 38  | 54 | 41 | 13  |
| 9.  | TOP Oss            | 34 | 14 | 10 | 10 | 38  | 59 | 47 | 12  |
| 10. | Emmen              | 34 | 13 | 9  | 12 | 35  | 56 | 61 | -5  |
| 11. | Telstar            | 34 | 11 | 8  | 15 | 30  | 49 | 59 | -10 |
| 12. | VVV                | 34 | 10 | 9  | 15 | 29  | 54 | 62 | -8  |
| 13. | Helmond Sport      | 34 | 11 | 7  | 16 | 29  | 57 | 67 | -10 |
| 14. | FC Zwolle          | 34 | 10 | 8  | 16 | 28  | 36 | 59 | -23 |
| 15. | RBC                | 34 | 10 | 7  | 17 | 27  | 39 | 48 | -9  |
| 16. | Haarlem            | 34 | 8  | 8  | 18 | 24  | 50 | 69 | -19 |
| 17. | Eindhoven          | 34 | 8  | 4  | 22 | 20  | 35 | 78 | -43 |
| 18. | FC Den Bosch       | 34 | 4  | 4  | 26 | 12  | 39 | 90 | -51 |

#### Legenda
| Kleur | Kwalificatie voor                             |
| ----- | --------------------------------------------- |
|       | Promotie naar de Eredivisie                   |
|       | Nacompetitie voor promotie naar de Eredivisie |

### Uitslagen
|                    | AZ    | CAM   | DBO   | DHA   | EVV   | EMM   | EXC   | FSI   | GRA   | HFC   | HSP   | HER   | RBC   | TEL   | TOP   | VEE   | VVV   | ZWO   |
| ------------------ | ----- | ----- | ----- | ----- | ----- | ----- | ----- | ----- | ----- | ----- | ----- | ----- | ----- | ----- | ----- | ----- | ----- | ----- |
| AZ                 |       | 1 – 1 | 2 – 1 | 2 – 2 | 6 – 1 | 0 – 1 | 1 – 1 | 1 – 0 | 1 – 0 | 3 – 0 | 1 – 0 | 1 – 2 | 0 – 1 | 2 – 0 | 1 – 1 | 3 – 1 | 0 – 0 | 2 – 1 |
| Cambuur Leeuwarden | 3 – 2 |       | 0 – 0 | 2 – 0 | 4 – 1 | 2 – 2 | 2 – 3 | 0 – 2 | 0 – 1 | 1 – 1 | 4 – 3 | 1 – 0 | 1 – 0 | 4 – 1 | 4 – 0 | 0 – 1 | 1 – 1 | 3 – 0 |
| FC Den Bosch       | 2 – 6 | 1 – 2 |       | 1 – 7 | 4 – 2 | 1 – 3 | 0 – 2 | 2 – 4 | 1 – 2 | 1 – 1 | 3 – 2 | 1 – 4 | 0 – 3 | 0 – 1 | 1 – 4 | 0 – 2 | 3 – 4 | 0 – 0 |
| FC Den Haag        | 1 – 0 | 3 – 3 | 4 – 1 |       | 4 – 1 | 3 – 1 | 2 – 4 | 1 – 3 | 1 – 2 | 4 – 0 | 2 – 1 | 2 – 2 | 2 – 0 | 2 – 2 | 0 – 1 | 2 – 1 | 5 – 0 | 5 – 1 |
| Eindhoven          | 0 – 0 | 0 – 1 | 3 – 2 | 0 – 2 |       | 0 – 0 | 4 – 1 | 1 – 2 | 0 – 1 | 2 – 5 | 3 – 2 | 1 – 3 | 2 – 1 | 1 – 0 | 0 – 2 | 0 – 1 | 2 – 1 | 2 – 0 |
| Emmen              | 1 – 1 | 1 – 2 | 2 – 1 | 3 – 1 | 3 – 1 |       | 2 – 3 | 3 – 2 | 1 – 2 | 2 – 2 | 3 – 1 | 1 – 1 | 3 – 0 | 0 – 4 | 3 – 2 | 1 – 0 | 2 – 1 | 1 – 0 |
| Excelsior          | 0 – 3 | 5 – 0 | 2 – 0 | 0 – 0 | 3 – 1 | 2 – 2 |       | 0 – 1 | 4 – 2 | 4 – 2 | 4 – 1 | 3 – 2 | 0 – 0 | 2 – 4 | 0 – 1 | 3 – 4 | 0 – 0 | 1 – 1 |
| Fortuna Sittard    | 5 – 2 | 2 – 2 | 4 – 1 | 3 – 0 | 4 – 0 | 1 – 1 | 1 – 1 |       | 0 – 0 | 1 – 0 | 4 – 0 | 1 – 0 | 0 – 0 | 3 – 1 | 0 – 1 | 4 – 1 | 2 – 0 | 5 – 1 |
| De Graafschap      | 4 – 1 | 2 – 1 | 3 – 4 | 2 – 2 | 3 – 0 | 3 – 1 | 2 – 1 | 1 – 0 |       | 2 – 1 | 2 – 0 | 0 – 3 | 3 – 0 | 2 – 2 | 3 – 3 | 3 – 0 | 1 – 0 | 5 – 1 |
| Haarlem            | 2 – 3 | 2 – 2 | 1 – 2 | 1 – 0 | 5 – 1 | 1 – 0 | 0 – 2 | 1 – 4 | 2 – 3 |       | 1 – 1 | 1 – 3 | 2 – 1 | 2 – 3 | 2 – 2 | 0 – 0 | 2 – 2 | 4 – 2 |
| Helmond Sport      | 4 – 2 | 1 – 1 | 3 – 1 | 4 – 0 | 0 – 2 | 2 – 0 | 2 – 3 | 2 – 3 | 2 – 2 | 3 – 4 |       | 2 – 2 | 3 – 2 | 1 – 0 | 2 – 1 | 2 – 1 | 1 – 2 | 1 – 0 |
| SC Heracles '74    | 1 – 0 | 0 – 1 | 5 – 2 | 0 – 1 | 1 – 1 | 3 – 2 | 1 – 3 | 0 – 1 | 3 – 3 | 1 – 2 | 0 – 0 |       | 2 – 0 | 2 – 0 | 4 – 1 | 0 – 2 | 4 – 2 | 3 – 2 |
| RBC                | 0 – 3 | 2 – 0 | 2 – 1 | 1 – 2 | 0 – 0 | 5 – 2 | 0 – 0 | 1 – 0 | 0 – 1 | 3 – 1 | 2 – 3 | 1 – 0 |       | 3 – 0 | 2 – 2 | 0 – 1 | 2 – 3 | 1 – 1 |
| Telstar            | 2 – 1 | 0 – 0 | 2 – 0 | 1 – 3 | 3 – 2 | 2 – 2 | 1 – 3 | 0 – 2 | 3 – 3 | 2 – 0 | 2 – 3 | 2 – 3 | 1 – 0 |       | 0 – 1 | 0 – 0 | 2 – 4 | 4 – 0 |
| TOP Oss            | 0 – 2 | 1 – 1 | 2 – 0 | 3 – 1 | 3 – 0 | 5 – 3 | 0 – 3 | 0 – 2 | 2 – 2 | 3 – 0 | 1 – 1 | 1 – 1 | 1 – 2 | 6 – 0 |       | 2 – 0 | 4 – 1 | 0 – 1 |
| BV Veendam         | 0 – 1 | 1 – 0 | 1 – 1 | 2 – 3 | 5 – 0 | 0 – 1 | 2 – 3 | 3 – 2 | 5 – 0 | 3 – 1 | 1 – 1 | 2 – 3 | 4 – 1 | 2 – 2 | 2 – 0 |       | 1 – 0 | 1 – 1 |
| VVV                | 0 – 4 | 3 – 0 | 2 – 0 | 2 – 2 | 5 – 1 | 3 – 3 | 2 – 4 | 0 – 1 | 0 – 2 | 1 – 0 | 6 – 3 | 3 – 0 | 2 – 2 | 0 – 2 | 2 – 2 | 1 – 2 |       | 0 – 1 |
| FC Zwolle          | 2 – 1 | 0 – 1 | 3 – 1 | 2 – 2 | 1 – 0 | 4 – 0 | 3 – 1 | 0 – 3 | 0 – 3 | 2 – 1 | 2 – 0 | 0 – 3 | 2 – 1 | 0 – 0 | 1 – 1 | 0 – 2 | 1 – 1 |       |

## Statistieken

### Topscorers
| #   | Naam                 | Club            | Goal |
| --- | -------------------- | --------------- | ---- |
| 1.  | John Mutsaers        | AZ              | 23   |
| 2.  | Folkert Velten       | SC Heracles '74 | 22   |
|     | Donny Huijsen        | Haarlem         | 22   |
| 4.  | Gerald Sibon         | VVV             | 20   |
|     | René van den Brink   | De Graafschap   | 20   |
| 6.  | Harry van der Laan   | Dordrecht '90   | 18   |
|     | Rini van Roon        | Telstar         | 18   |
| 8.  | Marinus Dijkhuizen   | Excelsior       | 17   |
|     | Robert van der Weert | Fortuna Sittard | 17   |
| 10. | Louis van Schijndel  | De Graafschap   | 15   |
|     | Rick Hoogendorp      | FC Den Haag     | 15   |

## Nacompetitie

### Groep A

#### Eindstand
| pos | club            | gs | w | g | v | pnt | dv | dt | ds |
| --- | --------------- | -- | - | - | - | --- | -- | -- | -- |
| 1.  | De Graafschap   | 6  | 4 | 1 | 1 | 9   | 17 | 8  | 9  |
| 2.  | FC Den Haag     | 6  | 4 | 0 | 2 | 8   | 11 | 6  | 5  |
| 3.  | SC Heracles '74 | 6  | 2 | 1 | 3 | 5   | 8  | 15 | -7 |
| 4.  | MVV             | 6  | 0 | 2 | 4 | 2   | 8  | 15 | -7 |

#### Legenda
| Kleur | Kwalificatie voor                 |
| ----- | --------------------------------- |
|       | Promotie naar de Eredivisie       |
|       | Degradatie naar de Eerste divisie |

#### Uitslagen
|                 | DHA   | GRA   | HER   | MVV   |
| --------------- | ----- | ----- | ----- | ----- |
| FC Den Haag     |       | 1 – 0 | 5 – 1 | 2 – 0 |
| De Graafschap   | 3 – 1 |       | 2 – 1 | 6 – 3 |
| SC Heracles '74 | 2 – 1 | 0 – 4 |       | 3 – 2 |
| MVV             | 0 – 1 | 2 – 2 | 1 – 1 |       |

### Groep B

#### Eindstand
| pos | club            | gs | w | g | v | pnt | dv | dt | ds |
| --- | --------------- | -- | - | - | - | --- | -- | -- | -- |
| 1.  | Go Ahead Eagles | 6  | 5 | 1 | 0 | 11  | 13 | 6  | 7  |
| 2.  | Excelsior       | 6  | 3 | 0 | 3 | 6   | 5  | 7  | -2 |
| 3.  | VVV             | 6  | 1 | 2 | 3 | 4   | 10 | 11 | -1 |
| 4.  | AZ              | 6  | 1 | 1 | 4 | 3   | 9  | 13 | -4 |

#### Legenda
| Kleur | Kwalificatie voor            |
| ----- | ---------------------------- |
|       | Geplaatst voor de Eredivisie |

#### Uitslagen
|                 | AZ    | EXC   | GAE   | VVV   |
| --------------- | ----- | ----- | ----- | ----- |
| AZ              |       | 0 – 1 | 2 – 3 | 1 – 1 |
| Excelsior       | 2 – 1 |       | 0 – 1 | 2 – 0 |
| Go Ahead Eagles | 3 – 1 | 2 – 0 |       | 3 – 2 |
| VVV             | 3 – 4 | 3 – 0 | 1 – 1 |       |

AZ ·
Cambuur Leeuwarden ·
FC Den Bosch ·
FC Den Haag ·
Eindhoven ·
Emmen ·
Excelsior ·
Fortuna Sittard ·
De Graafschap ·
Haarlem ·
Helmond Sport ·
Heracles '74 ·
RBC ·
Telstar ·
TOP Oss ·
BV Veendam ·
VVV ·
FC Zwolle
Eerste klasse

1955/56

Eerste divisie

1956/57 · 1957/58 · 1958/59 · 1959/60 · 1960/61 · 1961/62 · 1962/63 · 1963/64 · 1964/65 · 1965/66 · 1966/67 · 1967/68 · 1968/69 · 1969/70 · 1970/71 · 1971/72 · 1972/73 · 1973/74 · 1974/75 · 1975/76 · 1976/77 · 1977/78 · 1978/79 · 1979/80 · 1980/81 · 1981/82 · 1982/83 · 1983/84 · 1984/85 · 1985/86 · 1986/87 · 1987/88 · 1988/89 · 1989/90 · 1990/91 · 1991/92 · 1992/93 · 1993/94 · 1994/95 · 1995/96 · 1996/97 · 1997/98 · 1998/99 · 1999/00 · 2000/01 · 2001/02 · 2002/03 · 2003/04 · 2004/05 · 2005/06 · 2006/07 · 2007/08 · 2008/09 · 2009/10 · 2010/11 · 2011/12 · 2012/13 · 2013/14 · 2014/15 · 2015/16 · 2016/17 · 2017/18 · 2018/19 · 2019/20 · 2020/21 · 2021/22 · 2022/23 · 2023/24 · 2024/25

Eredivisie · Eerste divisie · Johan Cruijff Schaal · KNVB Beker · Play-offs